# 星から来たあなた
『星から来たあなた』（ほしからきたあなた、朝: 별에서 온 그대）は、韓国SBSで2013年12月18日から2014年2月27日まで放送されたテレビドラマ。全21回で2014年2月7日は特別編を放送。
LINEがプロダクトプレイスメントで作中に登場したことで、韓国内のシェアが数％伸びるという現象をおこした。韓国内における最高視聴率33.2%。
ストーリーは1609年(光海君元年)に、実際に目撃されたと「朝鮮王朝実録光海君日記」に記された未確認飛行物体の目撃談を基に作られたフィクションラブロマンス。
韓国だけでなく中国でも社会現象水準の大きな人気を享受したドラマだった。

## 出演者

### 主要人物
チョン・ソンイ：チョン・ジヒョン（吹替：森千晃）
女優。スターではあるが性格は傲慢。
ト・ミンジュン：キム・スヒョン（吹替：川野剛稔）
大学講師だが、実は宇宙人という秘密を持っている。
イ・フィギョン：パク・ヘジン（吹替：中島ヨシキ）
財閥S＆Cグループの御曹司でソンイの幼馴染。ソンイに15年間片思い中。
ユ・セミ：ユ・インナ（吹替：竹内恵美子）
ソンイの親友。女優。

### チョン・ソンイの家族
- ヤン・ミヨン（チョン・ソンイの母）：ナ・ヨンヒ（朝鮮語版）（石井未紗）
- チョン・ミング（チョン・ソンイの父）：オム・ヒョソプ （朝鮮語版）
- チョン・ユンジェ（チョン・ソンイの弟）：アン・ジェヒョン（伊東健人）

### チョン・ソンイの周辺人物
- ホン・サチャ（チョン・ソンイの中高の同級生。漫画喫茶のマスター）：ホン・チンギョン（朝鮮語版）
- チョルス（漫画喫茶の常連）：チョ・セホ
- ヒョク（漫画喫茶の常連）：ナム・チャングフィ

### ト・ミンジュンの周辺人物
- チャン・ヨンモク（弁護士）：キム・チャンワン（伊東健人）

### イ・フィギョンの家族
- イ・ジェギョン（S&Cの後継者）：シン・ソンロク（祐仙勇）
- イ・ジョンギル（イ・フィギョンの父）：イ・ジョンギル
- ホン・ウナ（イ・フィギョンの母）：ソン・ビョンスク（朝鮮語版）

### ユ・セミの家族
- ハン・ソンヨウン（ユ・セミの母）：イ・イルファ（朝鮮語版）
- ユ・ソン（ユ・セミの兄、検察官）：オ・サンジン（朝鮮語版）

### その他の人物
- イ・シン（イ・ジェギョンの秘書）：イ・イギョン
- ヤン・ミンジュ（イ・ジェギョンの前妻）：キム・ヘイン（朝鮮語版）
- アン代表（チョン・ソンイの芸能事務所の社長）：ジョ・フイボン（朝鮮語版）
- ユンボム（チョ・ソンイのマネージャー）：キム・カンヒョン（朝鮮語版）
- ミナ（チョン・ソンイのコーディネーター）：キム・ボミ
- パク・ビョンフイ（ハン・ユラ事件担当の刑事）：キム・ヒウォン
- 撮影監督：イ・チャン
- 記者：チン・ヒョングァン（朝鮮語版）
- 医者：ユ・ジャンヨウン（朝鮮語版）
- 取り調べの刑事：ユン・イジュン（朝鮮語版）
- 武道の大将：チョン・スンオ
- 警察：ハン・ドンファン（朝鮮語版）
- 緊急治療室の医師：キム・キョル（朝鮮語版）

### 特別出演
- ハン・ユラ（チョン・ソンイのライバルの女優）：ユ・イニョン
- ユ課長：ユ・ジュンサン
- 後輩：Dal★Shabet
- ノ・ソヨンの結婚式のリポーター：キム・センミン（朝鮮語版）
- ノ・セヨン：パク・チョンア
- パク・ミンギュ：チャン・ハンジュン（朝鮮語版）
- ファン・ジニ（朝鮮時代の妓生）：ソン・ウンソ（朝鮮語版）
- イファの父：チョン・インテク、イ・グムジュ
- イ・ヒョンウク（朝鮮時代の監査役）：キム・スロ
- ユン・ソンドン/ユン・ソンドンの子孫/不動産仲介業者：チョン・ウンピョ
- チョン・ユンギ（スタイリスト）：チョン・ユンギ
- 許浚：パク・ヨンギュ
- キム・ドンギュ：チョン・ドンジュ
- チョン・ソンイとユ・セミをインタビューするレポーター：チョ・ヨウング（朝鮮語版）
- 撮影現場の最年少スタッフ：ノ・ヒョンウク
- コ・ヘミ（ト・ミンジュンの前の受講生）：ペ・スジ[9]
- イ・ハンギョン：ヨン・ウジン
- 許筠：リュ・スンリョン
- オ・エンギ：ヤン・ジュホ（朝鮮語版）
- アナウンサー：キム・ソンジュン
- 2017年の映画祭の授賞式参加の芸能人：パク・サンダラ[10]
- 2017年の映画祭の授賞式参加芸能人：キム・ウォンジュン（朝鮮語版）

## スタッフ
- 企画：チェ・ムンソク
- 制作総括：パク・ミニョプ
- 制作：ムン・ボミ
- 脚本：パク・ジウン
- 演出：チャン・テユ（朝鮮語版）

## 視聴率
| 2013年       | 2013年     | 2013年     | 2013年           | 2013年    | 2013年           |
| 回送         | 放送日     | TNmS視聴率 | TNmS視聴率       | AGB視聴率 | AGB視聴率        |
| 回送         | 放送日     | 全国       | ソウル（首都圏） | 全国      | ソウル（首都圏） |
| ------------ | ---------- | ---------- | ---------------- | --------- | ---------------- |
| 第1回        | 12月18日   | 15.5％     | 19.1％           | 15.6％    | 17.0％           |
| 第2回        | 12月19日   | 15.9％     | 18.5％           | 18.3％    | 20.5％           |
| 第3回        | 12月25日   | 17.2％     | 20.4％           | 19.4％    | 21.0％           |
| 第4回        | 12月26日   | 18.4％     | 20.8％           | 20.1％    | 22.1％           |
| 2014年       |            |            |                  |           |                  |
| 第5回        | 1月1日     | 21.0％     | 24.8％           | 22.3％    | 25.3％           |
| 第6回        | 1月2日     | 22.8％     | 28.2％           | 24.6％    | 27.8％           |
| 第7回        | 1月8日     | 22.1％     | 27.0％           | 24.1％    | 26.6％           |
| 第8回        | 1月9日     | 22.9％     | 29.1％           | 24.4％    | 25.4％           |
| 第9回        | 1月15日    | 24.4％     | 27.4％           | 23.1％    | 26.2％           |
| 第10回       | 1月16日    | 22.7％     | 28.3％           | 24.4％    | 27.1％           |
| 第11回       | 1月22日    | 23.3％     | 28.1％           | 24.5％    | 26.8％           |
| 第12回       | 1月23日    | 24.6％     | 29.0％           | 26.4％    | 28.2％           |
| 第13回       | 1月29日    | 24.3％     | 27.5％           | 24.8％    | 26.1％           |
| 第14回       | 2月5日     | 25.1％     | 30.7％           | 25.7％    | 27.8％           |
| 第15回       | 2月6日     | 24.5％     | 28.7％           | 25.9％    | 27.7％           |
| 第16回       | 2月12日    | 23.3％     | 28.0％           | 25.7％    | 28.1％           |
| 第17回       | 2月13日    | 25.6％     | 29.8％           | 27.0％    | 29.5％           |
| 第18回       | 2月19日    | 25.9％     | 30.8％           | 27.4％    | 29.9％           |
| 第19回       | 2月20日    | 26.0％     | 29.9％           | 26.7％    | 29.1％           |
| 第20回       | 2月26日    | 24.5％     | 29.3％           | 26.0％    | 28.0％           |
| 第21回       | 2月27日    | 28.1％     | 33.2％           | 28.1％    | 29.6％           |
| 平均視聴率   | 平均視聴率 | 22.8％     | 27.1％           | 24.0％    | 26.2％           |
| スペシャル   |            |            |                  |           |                  |
| ザビギニング | 2月7日     | 8.2％      | 9.4％            | 10.0％    | 11.5％           |

## 賞とノミネート
| 年度 | 賞                                             | 部門                         | 受賞者                                        | 結果       | 参考   |
| ---- | ---------------------------------------------- | ---------------------------- | --------------------------------------------- | ---------- | ------ |
| 2014 | 第50回百想芸術大賞                             | 大賞                         | チョン・ジヒョン                              | 受賞       |        |
| 2014 | 第50回百想芸術大賞                             | ドラマ賞                     | 星から来たあなた                              | ノミネート |        |
| 2014 | 第50回百想芸術大賞                             | TV部門監督賞                 | チャン・テユ                                  | ノミネート |        |
| 2014 | 第50回百想芸術大賞                             | TV部門最優秀脚本賞           | パク・ジウン                                  | ノミネート |        |
| 2014 | 第50回百想芸術大賞                             | TV部門最優秀俳優賞           | キム・スヒョン                                | ノミネート |        |
| 2014 | 第50回百想芸術大賞                             | TV部門最優秀女優賞           | チョン・ジヒョン                              | ノミネート |        |
| 2014 | 第50回百想芸術大賞                             | TV部門人気俳優賞             | キム・スヒョン                                | 受賞       |        |
| 2014 | 第50回百想芸術大賞                             | TV部門人気俳優賞             | パク・ヘジン                                  | ノミネート |        |
| 2014 | 第50回百想芸術大賞                             | TV部門人気女優賞             | チョン・ジヒョン                              |            |        |
| 2014 | 第50回百想芸術大賞                             | 最優秀OST賞                  | リン                                          | 受賞       |        |
| 2014 | 第20回上海テレビ祭マグノリア賞                 | 最優秀TVシリーズ             | 星から来たあなた                              | 受賞       |        |
| 2014 | 第41回韓国放送賞                               | 最優秀女優賞                 | チョン・ジヒョン                              | 受賞       |        |
| 2014 | 第9回ソウル国際ドラマアワード                  | ドラマ賞                     | 星から来たあなた                              | 受賞       |        |
| 2014 | 第9回ソウル国際ドラマアワード                  | 最優秀俳優賞                 | キム・スヒョン                                | 受賞       |        |
| 2014 | 第9回ソウル国際ドラマアワード                  | 最優秀女優賞                 | チョン・ジヒョン                              | ノミネート |        |
| 2014 | 第9回ソウル国際ドラマアワード                  | 視聴者投票俳優賞             | キム・スヒョン                                | 受賞       |        |
| 2014 | 第9回ソウル国際ドラマアワード                  | 視聴者投票女優賞             | チョン・ジヒョン                              | ノミネート |        |
| 2014 | 第9回ソウル国際ドラマアワード                  | OST賞                        | リン                                          | 受賞       |        |
| 2014 | 第9回ソウル国際ドラマアワード                  | OST賞                        | ソン・シギョン                                | ノミネート |        |
| 2014 | 第7回コリアドラマアワード                      | 大賞                         | キム・スヒョン                                | 受賞       | [ 11 ] |
| 2014 | 第7回コリアドラマアワード                      | 大賞                         | チョン・ジヒョン                              | ノミネート |        |
| 2014 | 第7回コリアドラマアワード                      | ドラマ賞                     | 星から来たあなた                              | 受賞       |        |
| 2014 | 第7回コリアドラマアワード                      | 最優秀演出賞                 | チャン・テユ                                  | ノミネート |        |
| 2014 | 第7回コリアドラマアワード                      | 最優秀脚本賞                 | パク・ジウン                                  | ノミネート |        |
| 2014 | 第7回コリアドラマアワード                      | 優秀俳優賞                   | パク・ヘジン                                  | ノミネート |        |
| 2014 | 第7回コリアドラマアワード                      | 新人俳優賞                   | アン・ジェヒョン                              | 受賞       |        |
| 2014 | 第7回コリアドラマアワード                      | 新人俳優賞                   | イ・イギョン                                  | ノミネート |        |
| 2014 | 第7回コリアドラマアワード                      | 最優秀OST賞                  | リン                                          | ノミネート |        |
| 2014 | 第7回コリアドラマアワード                      | 最優秀OST賞                  | ヒョリン                                      | ノミネート |        |
| 2014 | 第7回コリアドラマアワード                      | 韓流ホットスター賞           | キム・スヒョン                                | 受賞       |        |
| 2014 | 第7回コリアドラマアワード                      | ホットスター賞               | シン・ソンロク                                | 受賞       |        |
| 2014 | 第8回東京ドラマウォード                        | 外国演劇特別賞               | 星から来たあなた                              | 受賞       | [ 12 ] |
| 2014 | 第8回東京ドラマウォード                        | アジア最優秀俳優賞           | キム・スヒョン                                | 受賞       |        |
| 2014 | 第6回Melon Music Awards                        | 最優秀OST賞                  | リン                                          | 受賞       |        |
| 2014 | 第3回APANスターアワード                        | ミニシリーズ部門最優秀俳優賞 | キム・スヒョン                                | 受賞       | [ 13 ] |
| 2014 | 第3回APANスターアワード                        | ミニシリーズ部門最優秀女優賞 | チョン・ジヒョン                              | ノミネート |        |
| 2014 | 第3回APANスターアワード                        | ミニシリーズ部門優秀俳優賞   | パク・ヘジン                                  | ノミネート |        |
| 2014 | 第3回APANスターアワード                        | 最優秀助演男優賞             | キム・チャンワン                              | ノミネート |        |
| 2014 | 第3回APANスターアワード                        | 最優秀助演男優賞             | シン・ソンロク                                | ノミネート |        |
| 2014 | 第3回APANスターアワード                        | 新人俳優賞                   | アン・ジェヒョン                              | ノミネート |        |
| 2014 | 第3回APANスターアワード                        | 最優秀演出賞                 | チャン・テユ                                  | 受賞       |        |
| 2014 | 第3回APANスターアワード                        | 韓流スター賞                 | キム・スヒョン                                | 受賞       |        |
| 2014 | 第3回APANスターアワード                        | 韓流スター賞                 | チャン・ジヒョン                              | 受賞       |        |
| 2014 | 第22回韓国文化娯楽賞                           | ドラマ部門優秀俳優賞         | シン・ソンロク                                | 受賞       |        |
| 2014 | 第16回Mnet Asian Music Awards                  | 最優秀OST賞                  | リン                                          | 受賞       |        |
| 2014 | 第16回Mnet Asian Music Awards                  | 最優秀OST賞                  | ソン・シギョン                                | ノミネート |        |
| 2014 | 第27回グリメ賞                                 | 大賞                         | イ・ギルボク、ジョン・ミンギュン （撮影監督） | 受賞       | [ 14 ] |
| 2014 | 第27回グリメ賞                                 | 最優秀演出賞                 | チャン・テユ、オ・チュンファン                | 受賞       |        |
| 2014 | SBS演技大賞                                    | 大賞                         | チョン・ジヒョン                              | 受賞       | [ 15 ] |
| 2014 | SBS演技大賞                                    | 大賞                         | キム・スヒョン                                | ノミネート | [ 16 ] |
| 2014 | SBS演技大賞                                    | 中編ドラマ部門最優秀俳優賞   | キム・スヒョン                                | 受賞       |        |
| 2014 | SBS演技大賞                                    | 中編ドラマ部門最優秀女優賞   | チョン・ジヒョン                              | ノミネート |        |
| 2014 | SBS演技大賞                                    | 中編ドラマ部門優秀俳優賞     | シン・ソンロク                                | 受賞       |        |
| 2014 | SBS演技大賞                                    | 中編ドラマ部門優秀俳優賞     | パク・ヘジン                                  | ノミネート |        |
| 2014 | SBS演技大賞                                    | 中編ドラマ部門特別俳優賞     | キム・チャンワン                              | 受賞       |        |
| 2014 | SBS演技大賞                                    | 中編ドラマ部門特別女優賞     | ナ・ヨンヒ                                    | ノミネート |        |
| 2014 | SBS演技大賞                                    | ネチズン人気賞               | キム・スヒョン                                | 受賞       |        |
| 2014 | SBS演技大賞                                    | ネチズン人気賞               | チョン・ジヒョン                              | ノミネート |        |
| 2014 | SBS演技大賞                                    | ネチズン人気賞               | パク・ヘジン                                  | ノミネート |        |
| 2014 | SBS演技大賞                                    | 演出賞                       | チャン・テユ                                  | 受賞       |        |
| 2014 | SBS演技大賞                                    | トップ10スター賞             | キム・スヒョン                                | 受賞       |        |
| 2014 | SBS演技大賞                                    | トップ10スター賞             | チョン・ジヒョン                              | 受賞       |        |
| 2014 | SBS演技大賞                                    | 新人俳優賞                   | アン・ジェヒョン                              | 受賞       |        |
| 2014 | SBS演技大賞                                    | ベストカップル賞             | キム・スヒョン＆チョン・ジヒョン              | 受賞       |        |
| 2015 | 第29回ゴールデンディスクアワード               | ベストOST賞                  | Huh Gak                                       | 受賞       |        |
| 2015 | 第15回Huadingアワード                          | 最優秀グローバル俳優賞       | キム・スヒョン                                | 受賞       |        |
| 2015 | 第24回ソウル歌謡大賞                           | ベストOST賞                  | リン                                          | 受賞       |        |
| 2015 | 第27回韓国プロデューサー＆ディレクター（PD）賞 | ドラマ賞                     | 星から来たあなた                              | 受賞       |        |

## 日本での放送
- 2015年（平成27年）8月12日から9月9日までBSジャパンで放送。
- 2020年（令和2年）8月18日から9月15日までBSフジで放送。
- 2022年（令和4年）3月28日から4月25日までBSJapanextで放送。
- 2023年（令和5年）5月9日から6月6日までBS松竹東急で放送。

## フィリピン版ドラマ
『星から来たあなた』（ほしからきたあなた、タガログ語：My Love from the Star）017年5月29日から2017年8月11日までGMAネットワークで放送されていたフィリピンのテレビドラマである。全55話。

### 出演
- ジェニーリン・メカルド
- ヒル・クエルバ

### 賞とノミネート
| 年   | 賞                               | カテゴリー   | 受信者         | 結果       |
| ---- | -------------------------------- | ------------ | -------------- | ---------- |
| 2017 | テレビのための第31回PMPCスター賞 | 最優秀俳優賞 | ヒル・クエルバ | ノミネート |

## タイ版ドラマ
『星から来たあなた』（ほしからきたあなた、タイ語：Likit Ruk Karm Duang Dao）2019年9月17日から2019年11月11日までチャンネル3で放送されていたタイのテレビドラマである。

### 出演
- ナデート・クギミヤ
- ピーラニー・コンタイ

## 日本版ドラマ
『星から来たあなた』（ほしからきたあなた）2022年2月23日からAmazonプライムビデオで配信しているドラマである。

### 出演
- 東山満 - 福士蒼汰
- 笹原椿 - 山本美月（高校生時代：出口夏希[18]）
- 宇和島浩哉 - 工藤阿須加[18]
- 辻雪乃 - 福原遥[18]
- 坂東麗子 - 木南晴夏[18]
- 宇和島雅哉 - 今井翼[18]
- 倉地斉一郎 - 光石研[18]
- 小野勝次 - 板尾創路[18]
- 夏目忍 - 大友花恋[18]
- 大城卓朗 - 水沢林太郎[18]
- きよ - 出口夏希[18]

### スタッフ
- 原作 - 『星から来たあなた』（脚本:パク・ジウン）
- 脚本 - 関えり香
- 演出 - 松木創
- 音楽 - 仲西匡
- プロデューサー - 水野綾子
- 技術協力 - バンエイト、バスク、サウンドライズ
- 照明協力 - ロケット
- ポスプロ - アップサイド
- 音響効果 - メディアハウスサウンドデザイン
- 美術協力 - フジアール
- VFX - 日本映像クリエイティブ、IMAGICA Lab.
- 製作著作 - 共同テレビジョン

### 主題歌
- GReeeeN『流星のカケラ』